# آرتور فلویر-آکلند
آرتور فلویر-آکلند (انگلیسی: Arthur Floyer-Acland; ۷ سپتامبر ۱۸۸۵ – ۱۸ فوریهٔ ۱۹۸۰) فرد نظامی اهل بریتانیا بود. وی همچنین برندهٔ جوایزی همچون صلیب نظامی شده‌است.